# Indoribates nobilis
Indoribates nobilis är en kvalsterart som först beskrevs av Golosova 1984.  Indoribates nobilis ingår i släktet Indoribates och familjen Haplozetidae. Inga underarter finns listade i Catalogue of Life.